# Grand Prix Japonska 1995
Grand Prix Japonska 1995 (XXI Fuji Television Japanese Grand Prix), byl 16. závod 46. ročníku mistrovství světa jezdců Formule 1 a 37. ročníku poháru konstruktérů, historicky již 580. grand prix, se již tradičně odehrála na okruhu v Suzuce.

## Výsledky

### Kvalifikace
| Pořadí | Číslo | Pilot                 | Konstruktér        | 1. část   | 2. část  | Odstup     |
| ------ | ----- | --------------------- | ------------------ | --------- | -------- | ---------- |
| 1      | 1     | Michael Schumacher    | Benetton-Renault   | 1:38.428  | 1:38.023 | —          |
| 2      | 27    | Jean Alesi            | Ferrari            | 1:39.127  | 1:38.888 | +0.865     |
| 3      | 8     | Mika Häkkinen         | McLaren-Mercedes   | 1:39.127  | 1:38.954 | +0.931     |
| 4      | 5     | Damon Hill            | Williams-Renault   | 1:39.032  | 1:39.158 | +1.009     |
| 5      | 28    | Gerhard Berger        | Ferrari            | 1:40.305  | 1:39.040 | +1.017     |
| 6      | 6     | David Coulthard       | Williams-Renault   | 1:39.155  | 1:39.368 | +1.132     |
| 7      | 15    | Eddie Irvine          | Jordan-Peugeot     | 1:40.153  | 1:39.621 | +1.598     |
| 8      | 30    | Heinz-Harald Frentzen | Sauber-Ford        | 1:40.010  | 1:40.380 | +1.987     |
| 9      | 2     | Johnny Herbert        | Benetton-Renault   | 1:40.349  | 1:40.391 | +2.326     |
| 10     | 14    | Rubens Barrichello    | Jordan-Peugeot     | 1:40.381  | 1:40.413 | +2.358     |
| 11     | 26    | Olivier Panis         | Ligier-Mugen-Honda | 1:40.838  | 1:41.081 | +2.815     |
| 12     | 4     | Mika Salo             | Tyrrell-Yamaha     | 1:41.355  | 1:41.637 | +3.332     |
| 13     | 25    | Aguri Suzuki          | Ligier-Mugen-Honda | 1:42.561  | 1:41.592 | +3.569     |
| 14     | 3     | Ukjó Katajama         | Tyrrell-Yamaha     | 1:41.977  | 1:42.273 | +3.954     |
| 15     | 9     | Gianni Morbidelli     | Footwork-Hart      | 1:42.623  | 1:42.059 | +4.036     |
| 16     | 29    | Karl Wendlinger       | Sauber-Ford        | 1:43.634  | 1:42.912 | +4.889     |
| 17     | 23    | Pedro Lamy            | Minardi-Ford       | 1:43.387  | 1:43.102 | +5.079     |
| 18     | 24    | Luca Badoer           | Minardi-Ford       | 1:43.940  | 1:43.542 | +5.519     |
| 19     | 10    | Taki Inoue            | Footwork-Hart      | 1:44.386  | 1:44.074 | +6.051     |
| 20     | 17    | Andrea Montermini     | Pacific-Ford       | 1:46.869  | 1:46.097 | +8.074     |
| 21     | 21    | Pedro Diniz           | Forti-Ford         | 1:46.654  | 1:47.166 | +8.631     |
| 22     | 22    | Roberto Moreno        | Forti-Ford         | 1:50.097  | 1:48.267 | +10.244    |
| 23     | 16    | Bertrand Gachot       | Pacific-Ford       | 1:48.824  | 1:48.289 | +10.266    |
| 24     | 7     | Mark Blundell         | McLaren-Mercedes   | 16:42.640 | bez času | +15:04.617 |

### Závod
| Pořadí | Číslo | Jezdec                | Konstruktér        | Kola | Čas/odstoupení       | Start | Body |
| ------ | ----- | --------------------- | ------------------ | ---- | -------------------- | ----- | ---- |
| 1      | 1     | Michael Schumacher    | Benetton-Renault   | 53   | 1:36:52.930          | 1     | 10   |
| 2      | 8     | Mika Häkkinen         | McLaren-Mercedes   | 53   | +19.337              | 3     | 6    |
| 3      | 2     | Johnny Herbert        | Benetton-Renault   | 53   | +1:23.804            | 9     | 4    |
| 4      | 15    | Eddie Irvine          | Jordan-Peugeot     | 53   | +1:42.136            | 7     | 3    |
| 5      | 26    | Olivier Panis         | Ligier-Mugen-Honda | 52   | +1 lap               | 11    | 2    |
| 6      | 4     | Mika Salo             | Tyrrell-Yamaha     | 52   | +1 kolo              | 12    | 1    |
| 7      | 7     | Mark Blundell         | McLaren-Mercedes   | 52   | +1 kolo              | 23    |      |
| 8      | 30    | Heinz-Harald Frentzen | Sauber-Ford        | 52   | +1 kolo              | 8     |      |
| 9      | 24    | Luca Badoer           | Minardi-Ford       | 51   | +2 kola              | 17    |      |
| 10     | 29    | Karl Wendlinger       | Sauber-Ford        | 51   | +2 kola              | 15    |      |
| 11     | 23    | Pedro Lamy            | Minardi-Ford       | 51   | +2 kola              | 16    |      |
| 12     | 10    | Taki Inoue            | Footwork-Hart      | 51   | +2 kola              | 18    |      |
| Ret    | 5     | Damon Hill            | Williams-Renault   | 40   | Vyjetí z trati       | 4     |      |
| Ret    | 6     | David Coulthard       | Williams-Renault   | 39   | Vyjetí z trati       | 6     |      |
| Ret    | 21    | Pedro Diniz           | Forti-Ford         | 32   | Vyjetí z trati       | 20    |      |
| Ret    | 27    | Jean Alesi            | Ferrari            | 24   | Motor                | 2     |      |
| Ret    | 17    | Andrea Montermini     | Pacific-Ford       | 23   | Vyjetí z trati       | 19    |      |
| Ret    | 28    | Gerhard Berger        | Ferrari            | 16   | Elektronika          | 5     |      |
| Ret    | 14    | Rubens Barrichello    | Jordan-Peugeot     | 15   | Vyjetí z trati       | 10    |      |
| Ret    | 3     | Ukjó Katajama         | Tyrrell-Yamaha     | 12   | Vyjetí z trati       | 13    |      |
| Ret    | 16    | Bertrand Gachot       | Pacific-Ford       | 6    | Hnací hřídel poloosy | 22    |      |
| Ret    | 22    | Roberto Moreno        | Forti-Ford         | 1    | Převodovka           | 21    |      |
| Ret    | 9     | Gianni Morbidelli     | Footwork-Hart      | 0    | Vyjetí z trati       | 14    |      |
| DNS    | 25    | Aguri Suzuki          | Ligier-Mugen-Honda | 0    | Nehoda               |       |      |

## Průběžné pořadí šampionátu
Pohár jezdců
| Pořadí | Jezdec             | Body |
| ------ | ------------------ | ---- |
| 1      | Michael Schumacher | 102  |
| 2      | Damon Hill         | 59   |
| 3      | David Coulthard    | 49   |
| 4      | Johnny Herbert     | 45   |
| 5      | Jean Alesi         | 42   |

Pohár konstruktérů
| Pořadí | Konstruktér      | Body |
| ------ | ---------------- | ---- |
| 1      | Benetton-Renault | 137  |
| 2      | Williams-Renault | 102  |
| 3      | Ferrari          | 73   |
| 4      | McLaren-Mercedes | 27   |
| 5      | Jordan-Peugeot   | 21   |